# IS-3
IS-3 – czołg ciężki, konstrukcji radzieckiej, z końcowego okresu II wojny światowej.

## Historia
Czołg ciężki IS-3 powstał częściowo w oparciu o konstrukcję czołgu IS-2, lecz wprowadzał całkowicie nowy kształt kadłuba i wieży. Czołg miał starannie zaprojektowany pancerz o znacznej odporności na ostrzał dział przeciwpancernych. Charakteryzował się dużym nachyleniem płyt pancernych sprzyjającym rykoszetowaniu pocisków i zwiększającym efektywną grubość pancerza. Kształt płyt przedniej części kadłuba określano jako „nos szczupaka”; czołg ten był także nieoficjalnie nazywany szczuka (szczupak), a na Zachodzie: Stalin. Pierwsze 25 egzemplarzy seryjnych wozów zjechało z linii montażowych w kwietniu 1945 roku. Do końca produkcji, w lipcu 1946 roku, wyprodukowano 2305 pojazdów. Konstrukcja ta wzbudziła duże zainteresowanie wśród aliantów zachodnich, którzy uznali IS-3 za niezwykle groźną broń.
Czołg wyposażony był w armatę D-25T kalibru 122 mm znaną z czołgu IS-2. Zastosowanie tej armaty było jednak pewnym mankamentem tego czołgu, gdyż charakteryzowała się ona niezbyt dużą prędkością początkową pocisku i w rezultacie jej możliwości przebicia pancerza, pomimo dużego kalibru, odpowiadały niemieckiej armacie 75 mm z długą lufą, zastosowanej m.in. w niemieckim czołgu Panther. Ponadto, z powodu dużych i ciężkich nabojów, szybkostrzelność armaty była niska, a zapas przewożonej amunicji – niewielki.
W trakcie służby czołgi IS-3 były kilkakrotnie modernizowane. Pierwsza modernizacja nastąpiła w latach 1952–1953. Obejmowała ona wzmocnienie mocowania silnika i skrzyni biegów. Wzmocniono również pancerz pod wieżą. Wozy otrzymały nowe radiostacje. W wyniku modernizacji masa pojazdu wzrosła do 48 800 kg. Następna modernizacja miała miejsce w końcu lat 50. XX wieku. Zmodernizowane pojazdy od 1960 nazywano IS-3M lub IS-3M model 1960. Modernizacja obejmowała wzmocnienie kadłuba czołgu. Unowocześniono układ napędowy: zamiast silników W-11 montowano silniki W-54K-IS o mocy 520 KM, które były odmianą silników stosowanych w czołgach T-54. Zamontowano również nowe przyrządy obserwacyjne, w tym noktowizory.

## Służba
Do jednostek bojowych czołgi typu IS-3 trafiły w czerwcu 1945. W sierpniu 1945 oddziały te znalazły się w składzie wojsk, które zaatakowały japońską Armię Kwantuńską. Do bojowego użycia nowych czołgów w czasie II wojny światowej jednak nie doszło. Po wojnie stanowiły wyposażenie ciężkich dywizji pancernych. W działaniach bojowych radzieckie czołgi IS-3 wzięły udział jedynie podczas interwencji na Węgrzech w 1956, gdzie niektóre zostały zniszczone. Wycofano je z uzbrojenia dopiero na początku lat 90. XX wieku.
Polska zakupiła na przełomie 1946/1947 r. 2 egzemplarze czołgu IS-3 (numery fabryczne: 703.604A81 oraz 703.605A58). Miały one posłużyć do zapoznania polskich czołgistów z nowym sprzętem. Istniały plany wprowadzenia tych czołgów na wyposażenie polskiej armii. Szybko jednak z tego zrezygnowano. Pojazd o numerze fabrycznym 703.605A58 był ulubionym czołgiem marszałka Rokossowskiego. W latach 50. XX w. stanowił główną atrakcję organizowanych w Warszawie parad wojskowych. W latach 70. trafił na poligon do Orzysza, gdzie służył jako cel ćwiczebny. Jego wrak w latach 90. został ponownie sprowadzony do Warszawy i umieszczony w Forcie Czerniakowskim, gdzie przeszedł zewnętrzny remont. Obecnie prezentowany jest w Muzeum Polskiej Techniki Wojskowej w Warszawie. Drugi czołg (703.604A81) trafił w 1951 do Technicznej Oficerskiej Szkoły Wojsk Pancernych i Zmechanizowanych w Giżycku. W listopadzie 1957 znalazł się w poznańskiej Oficerskiej Szkole Wojsk Pancernych. Obecnie jest on eksponowany w Muzeum Broni Pancernej w Poznaniu.
W 1950 roku jeden egzemplarz zakupiła również Czechosłowacja.
Największym zagranicznym odbiorcą czołgów IS-3 był Egipt. Zostały one przez niego użyte w czasie wojny z Izraelem w 1967 r. Kilka zdobycznych egzemplarzy przejęła armia izraelska, która eksploatowała je jednak bardzo krótko. Służyły one głównie jako ciekawostka w czasie defilad wojskowych. W tym czasie był to już sprzęt zupełnie przestarzały i niemal całkowicie pozbawiony wartości bojowej. Przyczynił się do tego szczególnie rozwój rakietowych przeciwpancernych pocisków kierowanych (PPK), w starciu z którymi nawet bardzo gruby pancerz czołgu IS-3 nie dawał dostatecznej ochrony.
Czołgi typu IS-3 znalazły się także w uzbrojeniu armii Korei Północnej. W latach 60. XX wieku, w dwóch koreańskich dywizjach pancernych, znajdowało się po jednym pułku tych czołgów.

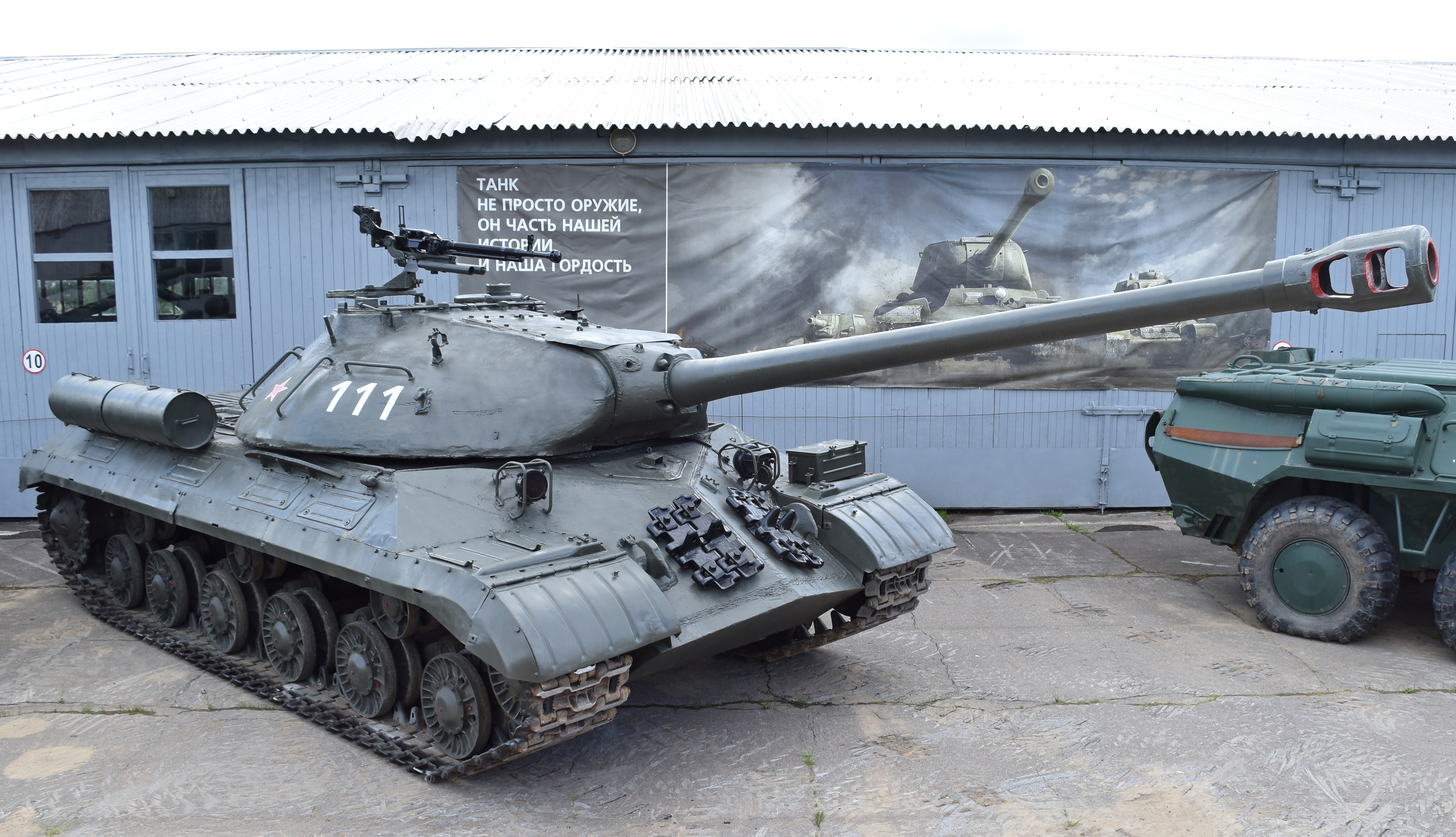
IS-3M, widoczny wizjer/peryskop kierowcy

Ostatnie doniesienia o użyciu czołgu IS-3 pochodzą z Ukrainy. Podczas walk separatystycznych na wschodniej Ukrainie jeden egzemplarz pojazdu, ustawiony jako pomnik w mieście Konstantynówka, został uruchomiony przez prorosyjskich separatystów. 30 czerwca 2014 ruszył on do walki pod Ulianówką w rejonie krasnoarmijskim. Według niektórych danych IS-3 został zmodernizowany przez separatystów: zamontowano na nim karabiny maszynowe NSW oraz DSzK.